# Dmytro Voronovsky
Dmytro Voronovsky –en ucraniano, Дмитро Вороновський– (3 de enero de 1997) es un deportista ucraniano que compite en halterofilia.
Ganó dos medallas de bronce en el Campeonato Europeo de Halterofilia, en los años 2021 y 2022, ambas en la categoría de 55 kg.

## Palmarés internacional
| Campeonato Europeo | Campeonato Europeo | Campeonato Europeo | Campeonato Europeo |
| Año                | Lugar              | Medalla            | Categoría          |
| ------------------ | ------------------ | ------------------ | ------------------ |
| 2021               | Moscú (Rusia)      | Medalla de bronce  | 55 kg              |
| 2022               | Tirana (Albania)   | Medalla de bronce  | 55 kg              |